# Regent’s Park

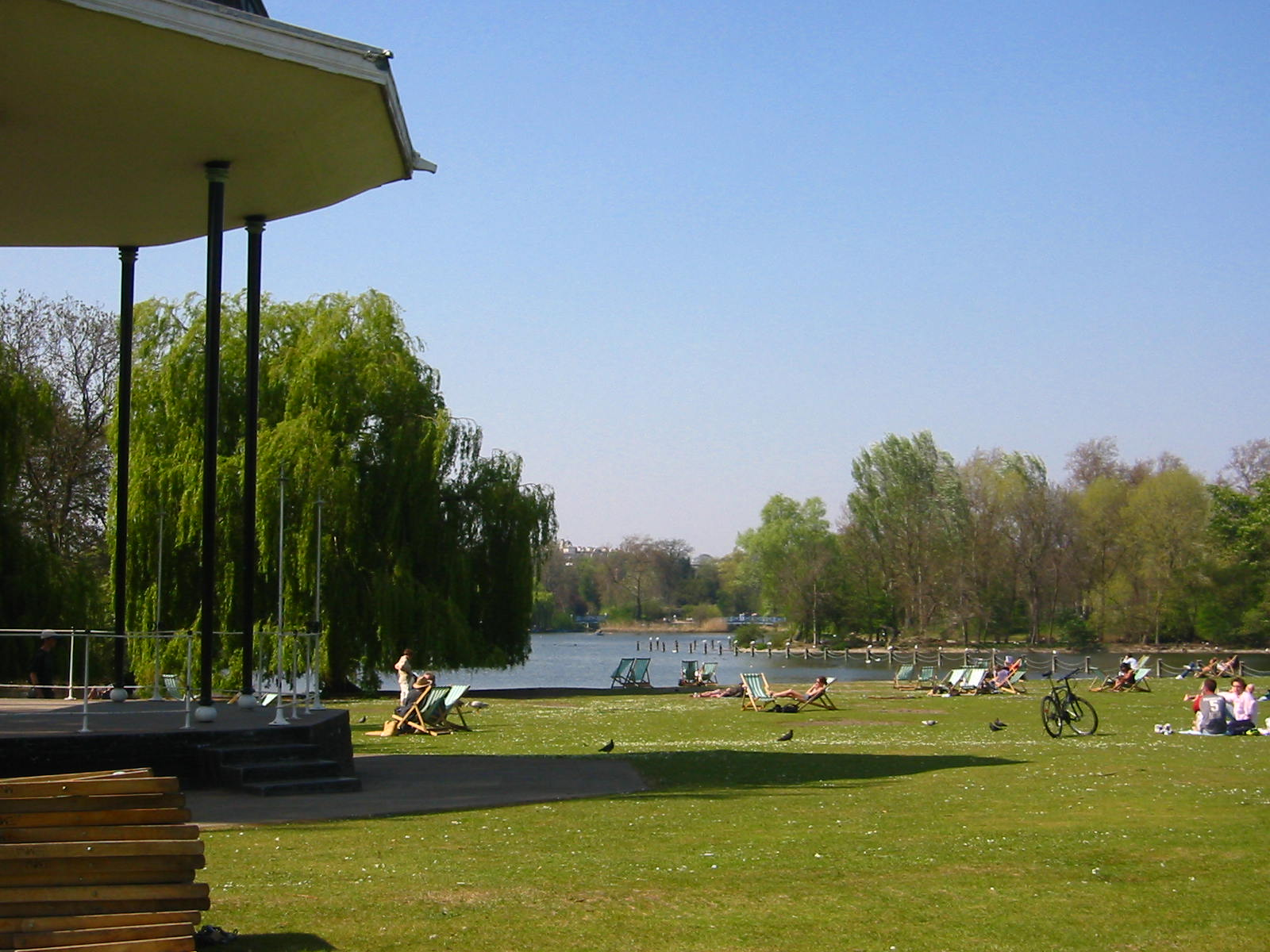
Musikpavillon und Rudersee im Regent’s Park (2003)

Der Regent’s Park (offiziell The Regent’s Park) ist einer der königlichen Parks in London. Er liegt im nördlichen Teil des Stadtzentrums. Der größte Teil liegt in der City of Westminster, ein kleiner Teil im Osten im Stadtbezirk Camden. Ein Fußweg, der Broad Walk, markiert die Stadtbezirksgrenze. Im Norden schließt sich das Nobelviertel Primrose Hill mit seinem Park an.

## Beschreibung
Der zwei Quadratkilometer große Regent’s Park ist von einer Ringstraße umgeben, dem Outer Circle; in der Mitte befindet sich eine innere Ringstraße, der Inner Circle. Letzterer umgibt die Queen Mary’s Gardens, den am sorgfältigsten gepflegten Teil des Parks. Abgesehen von den Ringen und zwei Verbindungsstraßen dazwischen ist der Park Fußgängern vorbehalten. Der südliche, östliche Teil und der größte Teil des Parkrandes sind von weißen, mit Stuck geschmückten Reihenhäusern (englisch stucco terraces) gesäumt, die Anfang des 19. Jahrhunderts vom Architekten John Nash entworfen wurden. Im Norden ist der Park vom Regent’s Canal begrenzt, der den Grand-Union-Kanal mit den Docklands verbindet.
Der Regent’s Park besteht im Wesentlichen aus Rasenanlagen mit zahlreichen Freizeiteinrichtungen, darunter ein See mit Ruderbooten und zahlreichen Wasservögeln, eine Kolonie mit Reihern, Sportanlagen sowie Kinderspielplätze. Am nördlichen Ende des Parks befindet sich der London Zoo. Es gibt zahlreiche öffentlich zugängliche Gärten, darunter die Queen Mary’s Gardens mit einer Freilichtbühne innerhalb des Inner Circle, einen formellen italienischen Garten mit angrenzenden informellen englischen Gärten in der Südostecke sowie die Gärten von St John’s Lodge. Winfield House, die Residenz des Botschafters der USA, befindet sich auf einem Privatgrundstück an der Westseite. Unmittelbar daneben steht die London Central Mosque, die größte Moschee der Stadt.
An der Außenseite des Inner Circle befindet sich das Regent’s College, in dem zahlreiche höhere Bildungsanstalten untergebracht sind, darunter die Regent’s Business School London, die European Business School und das British-American College London.

## Geschichte
Das Land, welches früher unter dem Namen Marylebone Park bekannt war, wurde von König Henry VIII. gekauft. Das Gelände war bis 1646 eine königliche Domäne und wurde dann an die Dukes of Portland als Jagdgebiet verliehen. Als das Lehen im Jahr 1811 erlosch, beauftragte der Prinzregent (später König Georg IV.) den Architekten John Nash, einen Gestaltungsplan für das Gelände zu erstellen.
Nash hatte einen Palast für den Prinzregenten und einige herrschaftliche Häuser für dessen Freunde geplant. Doch als 1818 die Bauarbeiten beginnen sollten, ließ der Prinzregent stattdessen den Buckingham Palace errichten. Kurz darauf wurde der Park der Öffentlichkeit zugänglich gemacht. Die meisten Reihenhäuser rings um den Park wurden aber dennoch gebaut. Der Regent’s Park war Teil einer großen Stadterweiterungszone, die vom St. James’ Park im Süden bis zum Parliament Hill im Norden, einem Hügel im Hampstead Heath, führte.
Während der Olympischen Sommerspiele 2012 und der Sommer-Paralympics 2012 sollten auf dem Parkgelände das Start- und Zielgelände für die Wettkämpfe im Straßenradsport eingerichtet werden. Es waren temporäre Tribünen für 3000 Zuschauer geplant. Die Pläne wurden jedoch verworfen: Die Straßenrennen wurden im Zentrum Londons auf der Prachtstraße The Mall ausgetragen, die Einzelzeitfahren fanden auf den Straßen rund um den Hampton Court Palace statt. Vorgesehen waren im Regent’s Park auch zwei provisorische Stadien für Baseball und Softball, doch das IOC strich diese Sportarten am 8. Juli 2005 aus dem olympischen Programm. 2024 betrug die Besucherzahl etwa 88.000 Personen.